# Manhattan Tower (album)
| Recensione | Giudizio |
| ---------- | -------- |
| AllMusic   |          |

Manhattan Tower è un album di Patti Page, pubblicato dalla casa discografica Mercury Records nell'ottobre del 1956.

## Tracce

### LP
Lato A
Testi e musiche di Gordon Jenkins.
1. New York's My Home – 3:21 – Registrato il 12 settembre 1956
2. Once Upon a Dream – 2:24 – Registrato il 12 settembre 1956
3. Learnin' My Latin – 2:34 – Registrato il 16 settembre 1956
4. Happiness Cocktail – 2:35 – Registrato il 16 settembre 1956
5. March Marches On – 2:32 – Registrato il 16 settembre 1956
6. Never Leave Me – 3:03 – Registrato il 12 settembre 1956

Lato B
Testi e musiche di Gordon Jenkins.
1. Married I Can Always Get – 3:46 – Registrato l'11 settembre 1956
2. Repeat After Me – 2:19 – Registrato il 12 settembre 1956
3. Indian Giver – 2:39 – Registrato il 16 settembre 1956
4. This Close to the Dawn – 2:52 – Registrato il 16 settembre 1956
5. The Party (Noah) – 2:45 – Registrato il 16 settembre 1956

- Durata brani estratti dalle note su vinili dell'album originale (MG-20226 A / MG-20226 B)

## Musicisti
- Patti Page – voce
- Vic Schoen – conduttore orchestra, arrangiamenti
- Rocky Cole (Rocky Coluccio) – piano
- Altri musicisti non accreditati